# Yun Seondo
Yun Seondo (hangul:윤선도, hanja:尹善道, 1587 - 1671) est un écrivain, un poète et un homme politique de la dynastie de Joseon, adepte du néoconfucianisme. Son nom de plume était Gosan (고산 ,孤山, la montagne solitaire), son nom de courtoisie Yagi (약이,  約而). Son titre, duc Chungheon(충헌 공, 忠憲 公).

## Biographie
Gosan est né à Séoul dans une famille noble, les Yun de Haenam. Il passe l'examen du chinsa à 26 ans et rentre au service du gouvernement mais son caractère direct lui causa des ennemis et il fut banni en 1616 pour avoir critiqué les puissants : il s'était plaint de la corruption auprès du roi Gwanghaegun. C'est dans son exil qu'il écrit ses premiers poèmes, « chansons pour congédier la morosité ». 13 ans plus tard et après avoir passé un autre concours,  il revint sous le règne d'Injo en tant que précepteur des princes royaux avant d'être de nouveau banni pour avoir rapporté au roi les malversations de certains fonctionnaires. Il passa la plus grande partie de sa vie dans sa maison de campagne, contemplant la nature de la vie et écrivant des poèmes. Il meurt à 85 ans. Comme pour d'autres lettrés de son époque, sa carrière littéraire doit beaucoup à ses déboires politiques.
Sa maison existe encore et sert de musée. (34° 33′ 00″ N, 126° 37′ 12″ E) Située à l'extrémité méridionale de la péninsule dans le village de Yeondong aux portes de Haenam et construite par son arrière grand-père, le lettré Yun Hyeo-jeong (1476-1573), elle présente également des œuvres du peintre Gongjae, son  petit-fils (Yun Du-seo, 1668-1715).
Gosan passa aussi 13 ans à Bogildo, une ile du district de Wando. Il y vint pour la première fois en 1636 pour éviter de rencontrer les envahisseurs mandchous. C'est là qu'il a écrit « le calendrier des pêcheurs » et qu'il est mort. Ce site se visite aussi, son jardin est l'un des rares exemples de jardin de Joseon,. (34° 09′ 34″ N, 126° 33′ 10″ E)

## Œuvres

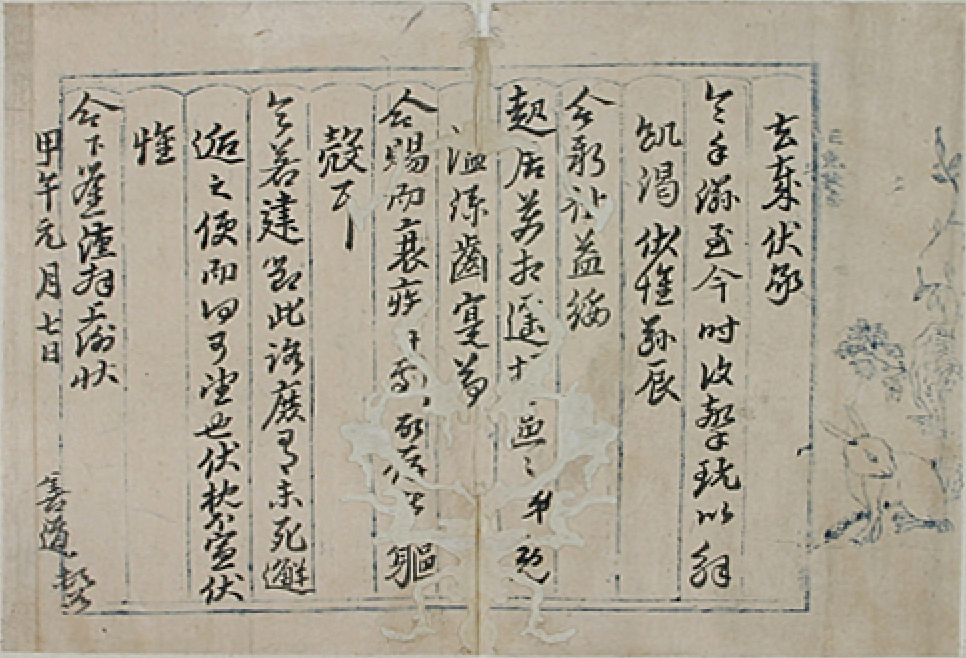
Une lettre de Gosan (1654)

Yun est considéré comme étant un des plus grands maitres de la littérature coréenne. Ses œuvres les plus célèbres sont « le calendrier des pêcheurs », un cycle de 40 sijo sur les saisons et « la chanson des cinq amis ». Dans la poésie classique chinoise et coréenne, le pêcheur représente un homme sage vivant simplement et naturellement. 
- Gosansunsaengyugo (고산선생유고,  孤山先生遺稿)
- Byuljip (별집,  別集)
- Yakhwaje (약화제,  藥和劑)
- Chubangjeonsunchangyak (처방전선창약, 癬瘡藥)
- Hwaechungyak (회충약, 蛔蟲藥)
- Haesuyak (해수약, 咳嗽藥)
- Bokhakshinbang (복학신방, 腹학神方)
- Wooyukshinbang (우역신방, 牛疫神方)
- Ohseonjubang (오선주방, 五仙酒方)